# Pustelnik (Trzebnica)

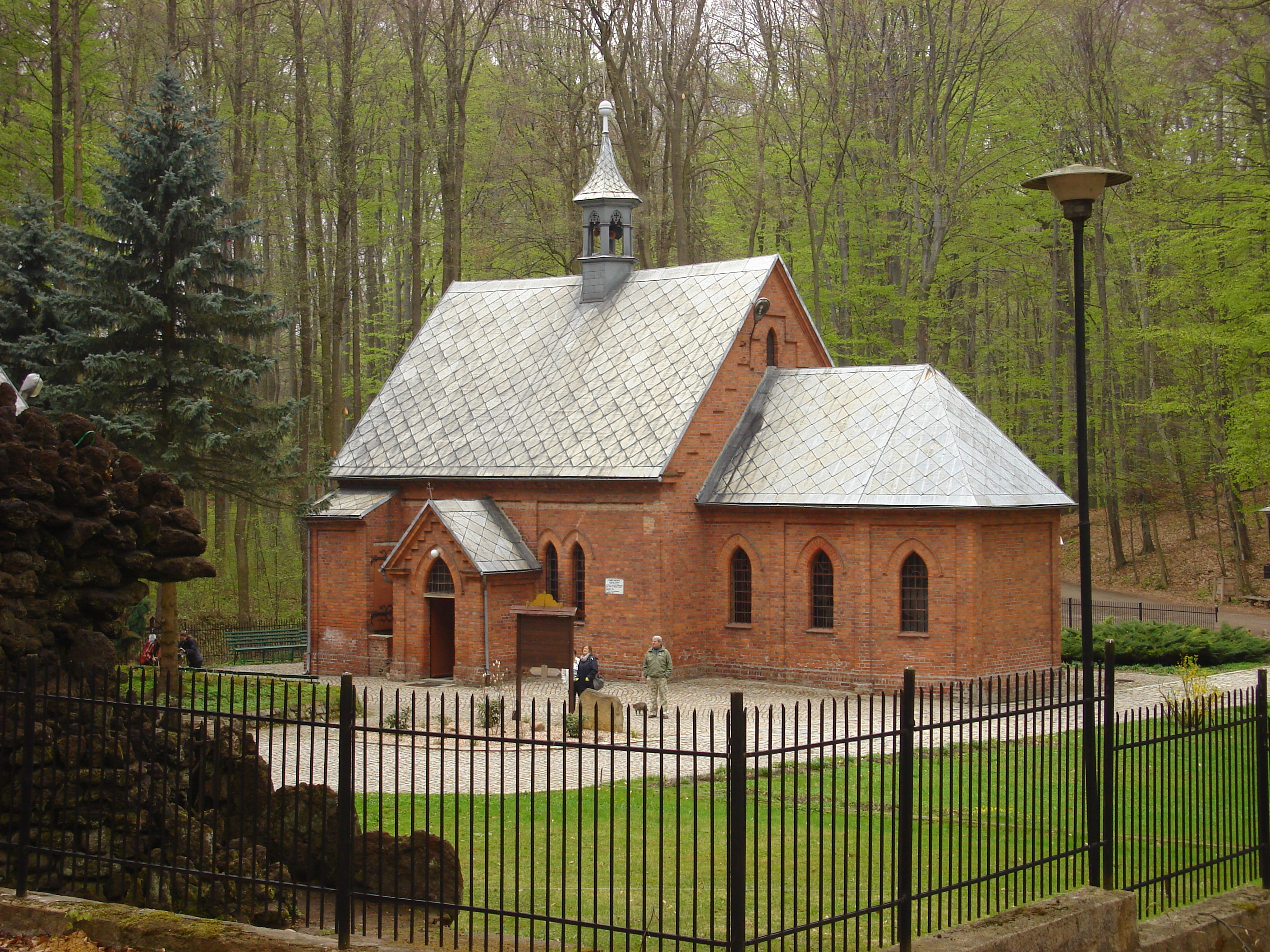
Kościół Czternastu Świętych Wspomożycieli

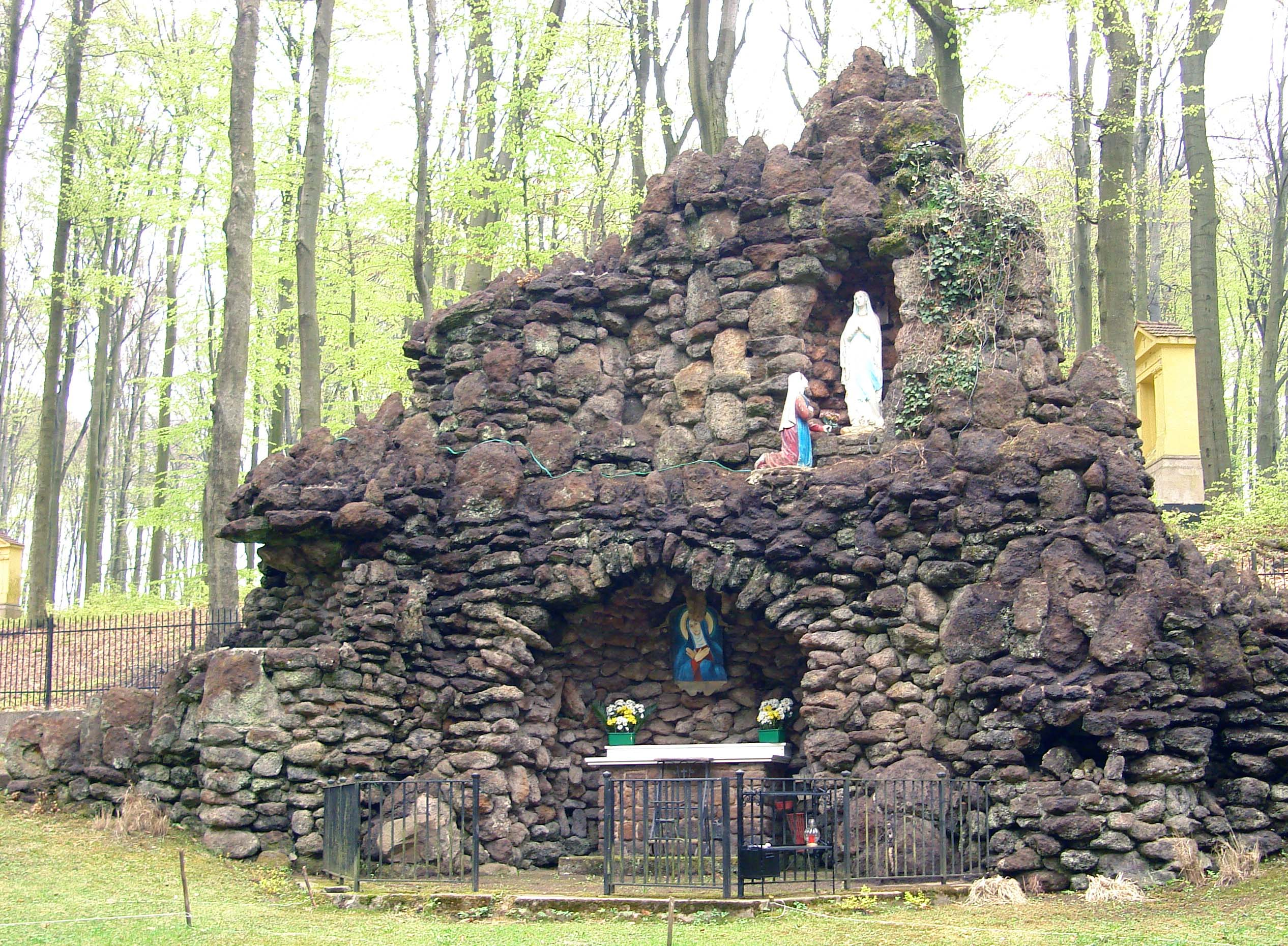
Grota Matki Boskiej z Lourdes

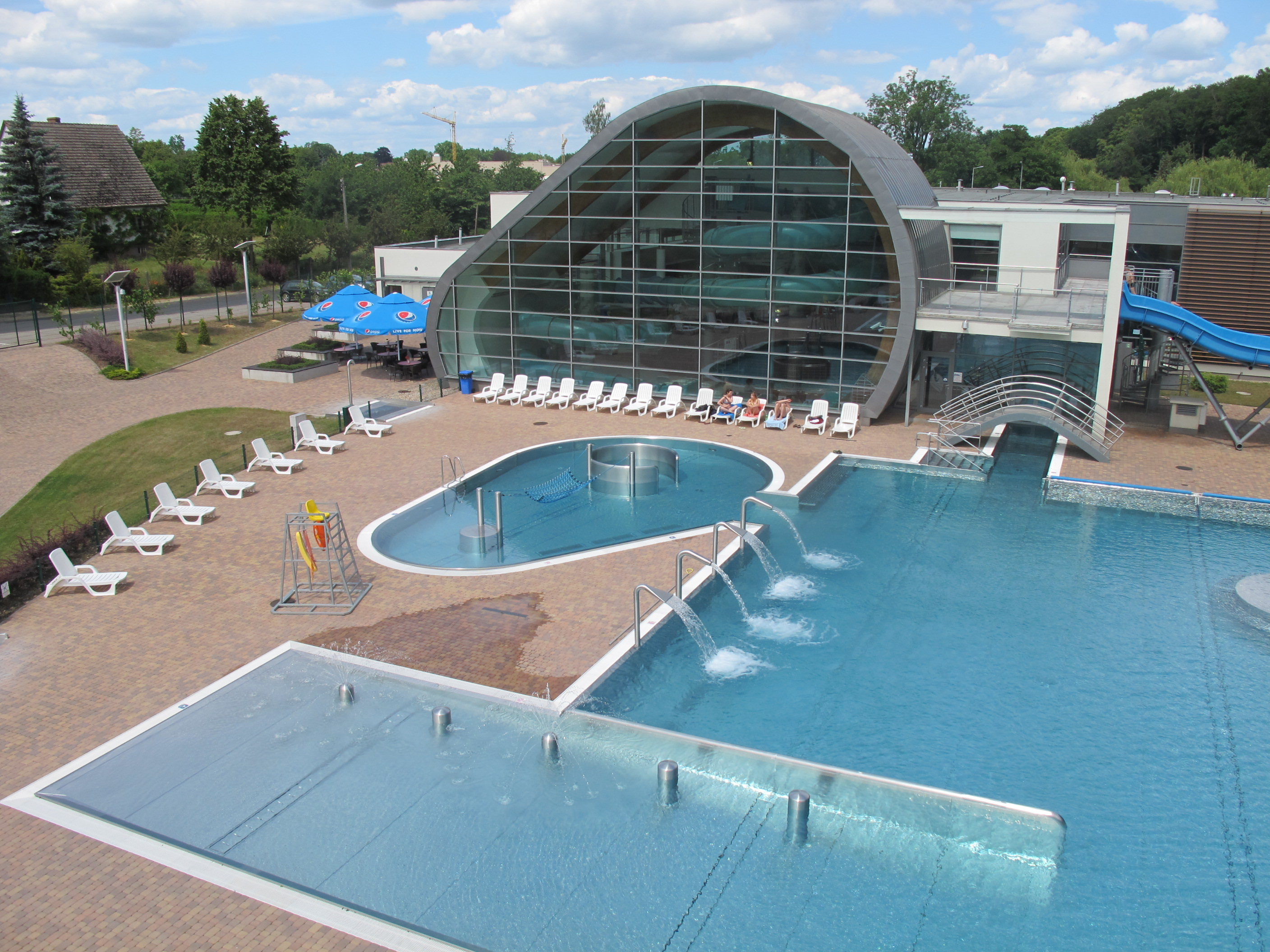
Park wodny

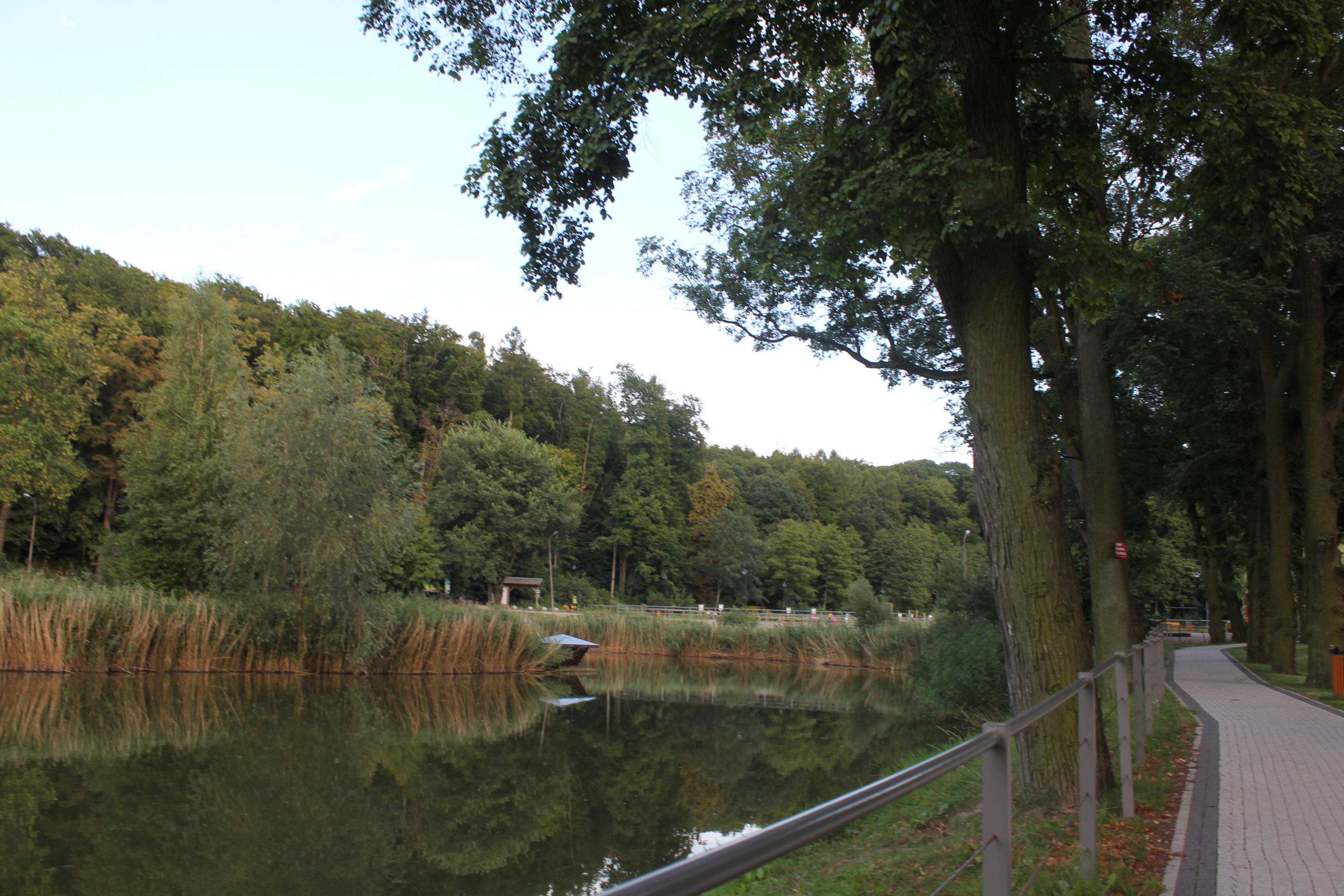
Stawy i las

Pustelnik, Las Bukowy – las położony w południowo-wschodniej części Trzebnicy, w obrębie wzgórz i wzniesień należących do Wzgórz Trzebnickich. Stanowił niegdyś teren przedwojennego kompleksu uzdrowiskowego. W jego obrębie znajdują się między innymi Kościółek Leśny z drogą krzyżową oraz Grotą Matki Boskiej z Lourdes. Liczne ścieżki i drogi oraz urządzone elementy turystyczne, a także pielgrzymkowe, sprawiają, iż ma on charakter parku leśnego. W jego obrębie oraz najbliższym otoczeniu znajdują się liczne wzniesienia, w tym między innymi wzgórze Widok. Przy jego granicach położone są między innymi stawy, tężnie solankowe, aquapark, Willa Zamek.

## Położenie
Las Pustelnik pokrywa wzgórza i wzniesienia oraz północy ich skłon, należące do Pasa Farnej Góry, nazywanym także Pasmem Północnym, w obrębie Wzgórz Trzebnickich, będących mezoregionem o identyfikatorze 318.44 (według regionalizacji fizycznogeograficznej opracowanej przez Jerzego Kondrackiego), należących do Wału Trzebnickiego (makroregion o indeksie 318.4). W ramach tych Wzgórz Trzebnickich wyróżnia się także mikroregion obejmujący ten las – Grzbiet Trzebnicki (indeks 318.444). Pod względem podziału administracyjnego jest on położony na terenie miasta Trzebnica, w powiecie trzebnickim, województwie dolnośląskim (zobacz: podział administracyjny województwa dolnośląskiego), przy jego południowo-wschodniej granicy. W odniesieniu do całej tej części miasta obejmującej las i przylegle osiedle, w szczególności z położonymi tu obiektami hotelowymi, sportu, rekreacji, lecznictwa i wypoczynku, można spotkać także nazwę Uzdrowisko, traktowane nieoficjalnie jako dzielnica – ze szczególnym uwzględnieniem wykreowanej niegdyś tu funkcji – dzielnica uzdrowiskowa, sanatoryjna.
Po stronie zachodniej lasu przebiega linia kolejowa z Wrocławia do Trzebnicy. Jest to linia kolejowa nr 326. W części północnej po tej stronie las częściowo ogranicza ulica Leśna. Od strony wschodniej las zamykają ulica Oleśnicka. Prowadzi ona z Trzebnicy w kierunku Raszowa i dalej do Głuchowa Górnego. Ma przypisany numer 1341D. Na pewnym odcinku za nią znajduje się kolejny kompleks lasu, ale już poza miastem na terenie gminy-wiejsko miejskiej Trzebnica, w obrębie ewidencyjnym miejscowości Raszów. Po stronie północnej natomiast las kończy się przy ulicy Wesołej, a po stronie południowej i południowo-wschodniej przy ulicach Raszowa: Myśliwskiej i Na Wzgórzu.

## Historia
Las jest fragmentem, pozostałością pierwotnego lasu pokrywającego Wzgórza Trzebnickie (Kocie Góry). Domniemywa się, że już w XIII wieku istniała tu pustelnia z kapliczką. Znajdowały się one obok źródła św. Jadwigi. Przyjmuje się, że od około XV wieku rozpoczął się okres pielgrzymek do tego miejsca. Już wówczas powstała Kalwaria Trzebnicka, na którą składa się współcześnie zespół 16 kaplic Drogi Krzyżowej, w kolejnych latach wielokrotnie przebudowywana lub odnawiana. Wymienia się między innymi w tym zakresie rok 1734 kiedy to powstały nowe stacje. Pośród ważnych wydarzeń, które wywarły wpływ na zagospodarowanie tego lasu wymienić można między innymi budowę w 1463 r. kaplicy na miejscu sprawowania dawnego kultu pogańskiego. Kaplica została zastąpiona w 1886 r. kościołem leśnym pw. 14 Świętych Wspomożycieli. W XVIII wieku na miejscu dawnej pustelni zbudowano nową, drewnianą, która w 1976 r. została zastąpiona współczesną budowlą. W 1888 r. zbudowano dom zdrojowy (Zdrój Jadwigi), a w 1905 r. hotel kuracyjny oraz pensjonat „Zamek” (obecnie willa – budynek mieszkalny). Budowa między innymi wymienionych i innych obiektów oraz odpowiednie urządzenie lasu na potrzeby parku zdrojowego spowodowało, że w XIX i XX wieku Trzebnica była znanym i popularnym uzdrowiskiem. Kolejny obiekt związany ze sprawowaniem kultu powstał w 1926 r. Jest to Grota Matki Boskiej z Lourdes. W latach 1971–1975 na terenie lasu odkryto źródła cieplicznych wód leczniczych. Współcześnie wiele dróg prowadzących przez las zostało odnowionych. W 2011 r. przy granicy lasu otwarto Trzebnicki Park Wodny "Zdrój".

## Charakterystyka
Kompleks leśny Pustelnik (Las Budkowy) jest współcześnie parkiem leśnym ukształtowanym na obszarze dawnego parku zdrojowego. Sam las pokrywa liczne wzniesienia i wzgórza, pośród których wymienia się wzgórze Widok, poprzecinane także licznymi dolinami i jarami. Ukształtowanie powierzchni określane jest jako malownicze. Pole powierzchni lasu wynosi około 1,2 km². Przez las przebiegają liczne drogi i ścieżki. Wytyczono nimi szlaki turystyczne, w tym piesze i szlaki rowerowe, a także ścieżki związane ze sprawowanie kultu religijnego, w tym między innymi Drogę Krzyżową 16 kaplic Kalwarii Trzebnickiej. W bezpośrednim sąsiedztwie lasu położone są między innymi stawy, tężnie solankowe, aquapark (Trzebnicki Park Wodny "Zdrój").

## Nazwa
Nazwa własna – Pustelnik – jest nazwą urzędową, gdyż została ustalona i ujęta w państwowym rejestrze nazw geograficznych na podstawie zarządzenia wydanego przez Prezesa Rady Ministrów z dnia 30 marca 1954 r., nr 70, ogłoszonego w Monitorze Polskim z 1954 r. nr 38, poz. 516. Odnosi się ona do pokrycia terenu określonego jako las. W rejestrze tym przypisano jej identyfikator: PRNG – 206498, identyfikator IIP – PL.PZGiK.320.NGRP.206498. Podaje on następujące współrzędne geograficzne punktu głównego wzniesienia: szerokość geograficzna – 51°17'54" N, długość geograficzna – 17°04'26" E. Nazwa została ujęta w wymienionym rejestrze dnia 2.08.2012 r.. Oprócz wymienionej nazwy urzędowej we współczesnych publikacjach, innych opracowaniach i na mapach spotyka się nazwę/określenie Las Bukowy.
W nawiązaniu do nazwy oficjalnej należy wspomnieć, że żyjący tu pustelnik opiekował się położonym w lesie kościołem jeszcze w XX wieku. Natomiast ostatni pustelnik zmarł w 1946 roku – Feliks Plitzko. Został on pochowany obok kościoła.